# (7216) Ishkov
(7216) Ishkov est un astéroïde de la ceinture principale.

## Description
(7216) Ishkov est un astéroïde de la ceinture principale. Il fut découvert le 21 août 1977 à Naoutchnyï par Nikolaï Tchernykh. Il présente une orbite caractérisée par un demi-grand axe de 2,16 UA, une excentricité de 0,18 et une inclinaison de 2,0° par rapport à l'écliptique.

## Compléments